# (16277) Mallada
(16277) Mallada est un astéroïde de la ceinture principale.

## Description
(16277) Mallada est un astéroïde de la ceinture principale. Il fut découvert le 4 mai 2000 à Kitt Peak par le projet Spacewatch. Il présente une orbite caractérisée par un demi-grand axe de 2,76 UA, une excentricité de 0,08 et une inclinaison de 8,5° par rapport à l'écliptique.

## Nom
L'astéroïde est nommé d'après Esmeralda Mallada. Il s'agit du premier astéroïde à porter le nom d'une femme astronome uruguayenne.

## Compléments